# Mount Overlook
Mount Overlook ist ein 2010 m hoher Berg im ostantarktischen Viktorialand. In den Bowers Mountains überragt er nördlich den mittleren Abschnitt des Sledgers-Gletschers. 
Malcolm Gordon Laird (1935–2015), Leiter des Geologenteams, das zwischen 1981 und 1982 im Rahmen des New Zealand Antarctic Research Programme in diesem Gebiet tätig war, nahm die Benennung vor. Namensgeber war der Umstand, dass die Aussicht vom Gipfel der Mannschaft einen guten Überblick über das umliegende Gebiet verschafft hatte.